# 2312 Duboshin
2312 Duboshin (1976 GU2) là một tiểu hành tinh nằm phía ngoài của vành đai chính được phát hiện ngày 1 tháng 4 năm 1976 bởi Chernykh, N. ở Nauchnyj.